# École normale supérieure de l'université Abdou-Moumouni
Pour les autres articles nationaux ou selon les autres juridictions, voir École normale supérieure.
 (octobre 2016).
Si vous disposez d'ouvrages ou d'articles de référence ou si vous connaissez des sites web de qualité traitant du thème abordé ici, merci de compléter l'article en donnant les références utiles à sa vérifiabilité et en les liant à la section « Notes et références ».
L'École normale supérieure de l'université Abdou-Moumouni de Niamey au Niger est une école normale supérieure qui forme des enseignants de l'enseignement secondaire.

## Historique
L’École normale supérieure de l'université Abdou-Moumouni est créée en 1971 et devient, avec la création de l'université de Niamey, l'Institut universitaire de formation pédagogique en octobre 1973, puis par décret n° 94-147/PRN/MES/R/T du 15 septembre 1994, redevient l'École normale supérieure.

## Départements
L’École normale supérieure de l'université Abdou-Moumouni compte neuf départements.
- Département d'Anglais
- Département des Sciences de la vie et de la Terre

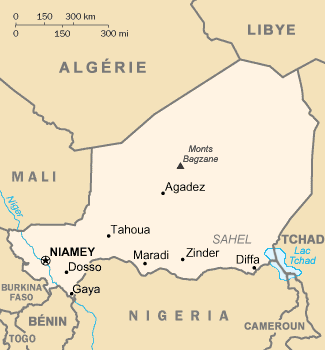

- Département de Français
- Département de Géographie
- Département des Sciences de l’Éducation
- Département d'Histoire
- Département de Physique
- Département de Chimie
- Département des Mathématiques

## Direction
L’École normale supérieure de l'université Abdou-Moumouni compte un directeur secondé d'un vice-directeur, un secrétaire principal et un secrétaire de direction.
En septembre 2021, le recteur est Saidou Mamadou.
Le Directeur est : Prof Madougou Saïdou, Professeur titulaire des Universités.
Vice-directeur : Dr Boukari Issiaka

## Services
- Secrétariat principal
- Service de la Scolarité, des Études et Examens
- Service Personnel
- Service de la Bibliothèque
- Service financier
- Service matériel